# Греки в Румынии

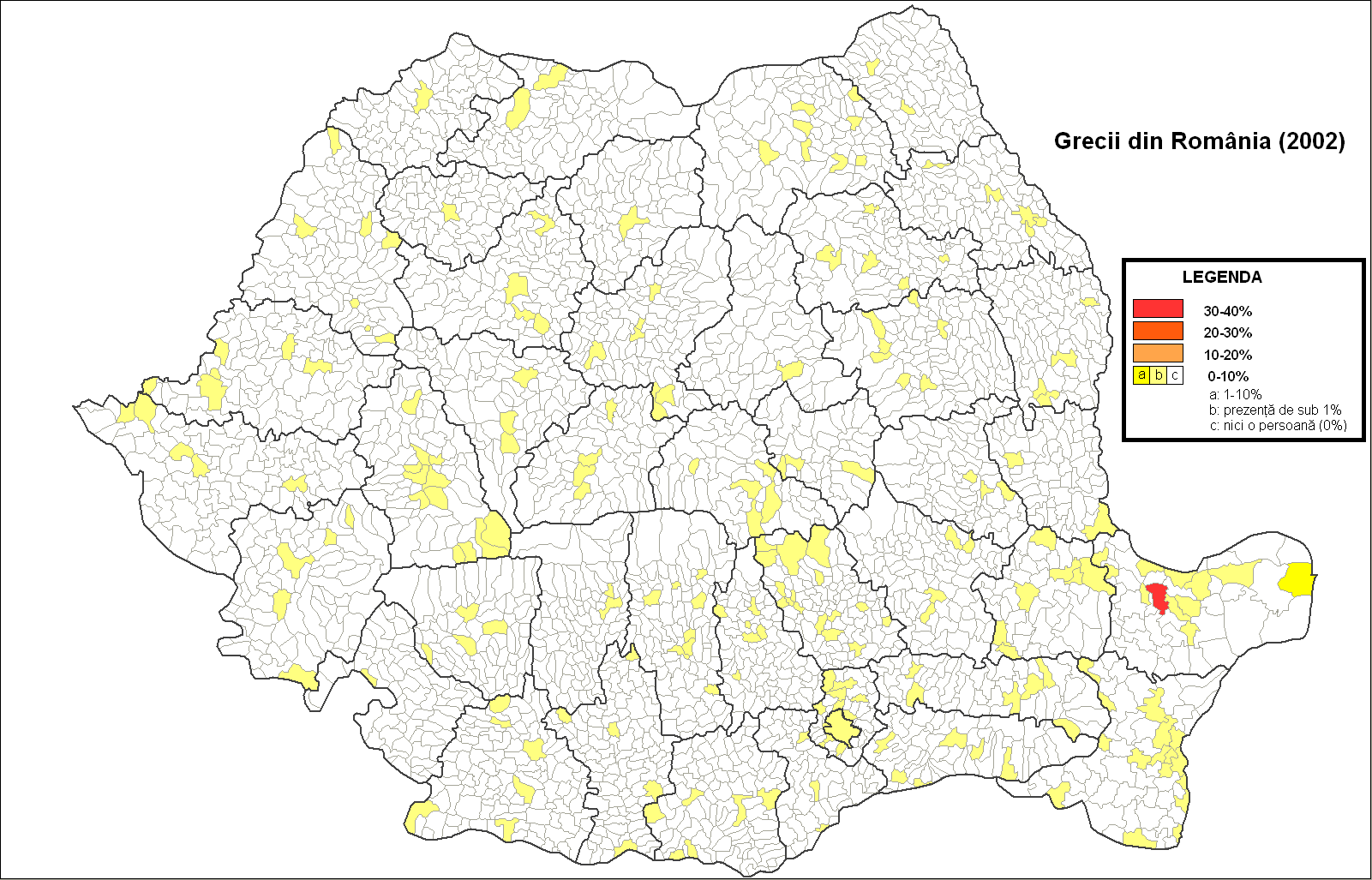
Греки в Румынии (2002)

Греки в Румынии (греч. Έλληνες στη Ρουμανία, рум. Greci în România) являются национальным меньшинством. Греки проживают на территории Румынии около 27 столетий.

## История
Впервые греки появились на территории Румынии в VII веке до нашей эры, основав колонии на территории современной Добруджи. Так, греками были заложены древние города Гистрия и Томис в V веке до н. э. Колонии выстояли после серии нашествий даков, но в I веке до н. э. их подчинил себе дакийский царь Буребиста. После покорения Дакии римлянами колонии стали постепенно приходить в упадок. В период существования Византийской империи греки также оказывали значительное влияние на эту территорию. После падения Византии и присоединения территорий дунайских княжеств к Османской империи греки продолжали играть значительную роль в экономике и политике находясь на службе у османов. Часто греки-фанариоты направлялись султаном для управления Дунайскими княжествами, в том числе в достоинстве господаря, хотя часто это вызывало недовольство у местных бояр. Так например Дмитрий Кантакузен был дважды (1673—1676 и 1684) правителем Молдавии, а Щербан (родился в 1640, умер в 1688) и его племянник Стефан (1714, умер в 1716) — правителями Валахии. Турки положили конец системе фанариотов лишь в 1822 году. После обретения Румынией независимости в 1878 году туда стали переселяться этнические греки, которые работали в качестве предпринимателей, посредников, торговцев и моряков. Большое количество греков проживало в Добруджи присоединенной к Объединённому княжеству Валахии и Молдавии в 1878 году. По переписи 1930 года в Румынии проживало 26 425 греков. До прихода к власти в Румынии коммунистов греки занимали высокое социальное положение. При коммунистическом режиме многие греки были арестованы, а их имущество конфисковано. По переписи проведенной в 1992 году в Румынии проживало 19,594 греков.

## Современное положение
Согласно переписи населения, проведенной в Румынии в 2002 году, греческая община насчитывала 6,472 человек. По словам Генерального секретариата по делам греков зарубежья, греческая община в Румынии составляет 14000 человек.
Большинство греков проживает в Бухаресте и его окрестностях. Также большое количество греков проживает в Добрудже в жудецах Тулча и Констанца, а также по реке Дунай в жудецах Брэила и Галац.
Эллинский Союз Румынии — политическая партия, основанная в 1990 году, представляет собой политическое и культурное сообщество, представляет греческую общину в палате депутатов Румынии.